# 미국-중화민국 상호방위조약

미군 협방 타이완 사령부 부대 마크 (1955년-1979년)

미합중국과 중화민국 간의 공동방어조약(영어: Mutual Defense Treaty between the United States of America and the Republic of China, 중국어: 中華民國與美利堅合眾國間共同防禦條約) 또는 미국-중화민국 상호방위조약, 중미 공동 방어 조약(중국어: 中美共同防禦條約), 미중 상호 방위 조약(中美相互防衛條約)은 1955년 체결됐다가 1979년 파기된 미국과 중화민국 간의 상호방위조약이다.

## 역사
1979년 미중 수교 조약이 발효된 후, 미국은 대만과의 상호방위조약을 폐지하였다. 현재는 그 내용의 일부를 대만관계법에 넣어 시행 중이다.
1972년에 미국 공화당 소속 리처드 닉슨 대통령이 핑퐁 외교 등으로 대만을 배신하면서, 당시 미국의 적성국이었던 중화인민공화국의 수도인 베이징을 전격 방문했다. 미국의 지미 카터 행정부 시절이던 1979년 1월 1일을 기해 미중 수교 조약이 발효되었다. 이에 따라 대만과의 상호방위조약은 일방적으로 폐지되었으며, 주대만미군 3만명이 철수하고, 주대만 미국 대사관도 폐쇄했다.
- 1969년 7월 25일, 닉슨 독트린 발표
- 1971년 4월 2일, 제7보병사단 (미국) 한국서 철수, 주한미군 6만 3천명 중에서 2만명이 일방 철수
- 1971년 4월 3일, 제1군단 (미국) 한국서 철수
- 1971년 4월 6일, 핑퐁외교
- 1972년 2월 21일, 리처드 닉슨 중국 베이징 전격 방문
- 1979년 1월 1일, 미중 수교 조약 발효
- 1979년, 주대만미군 3만명 전원 철수

## 같이 보기
- 구닝터우 전투
- 대만 문제
- 미군 협방 타이완 사령부
- 대만관계법
- 대만여행법